# Uruguayská hymna
Hymna Uruguaye, známá též jako Orientales, la Patria o la Tumba, je se svojí délkou téměř 4,5 minuty nejdelší státní hymnou nezávislé země na světě, používá se proto zkrácená verze dlouhá 75 sekund (nejkratší je ugandská hymna). Hudbu složil roku 1845 Francisco José Debali. K hymně byl použit text uruguayského básníka a spisovatele Francisca Acuña de Figueroa který složil text i k paraguayské hymně.

## Text
| Orientales, la Patria o la Tumba! Libertad o con gloria morir! (x2) Es el voto que el alma pronuncia, Y que heroicos sabremos cumplir! (x3) Libertad, libertad Orientales! Este grito a la Patria salvó. Que a sus bravos en fieras batallas De entusiasmo sublime inflamó. De este don sacrosanto, la gloria merecimos: tiranos temblad! Libertad en la lid clamaremos, Y muriendo, también libertad! Dominado la Iberia dos mundos Ostentaba su altivo poder, Y a sus plantas cautivo yacía El Oriente sin nombre ni ser: Mas, repente sus hierros trozando Ante el dogma que Mayo inspiró, Entre libres, déspotas fieros, Un abismo sin puente se vió. Su trozada cadena por armas, Por escudo su pecho en la lid, De su arrojo soberbio temblaron Los feudales campeones del Cid: En los valles, montañas y selvas Se acometen con muda altivez, Retumbando con fiero estampido Las cavernas y el cielo a la vez. El estruendo que en torno resuena De Atahualpa la tumba se abrió, Y batiendo sañudo las palmas Su esqueleto, venganza! gritó: Los patriotas el eco grandioso Se electrizan en fuego marcial, Y en su enseña más vivo relumbra De los Incas el Dios inmortal. Largo tiempo, con varia fortuna, Batallaron liberto, y señor, Disputando la tierra sangrienta Palmo a palmo con ciego furor. La justicia, por último, vence Domeñando las iras de un Rey; Y ante el mundo la Patria indomable Inaugura su enseña la ley. Orientales, mirad la bandera, De heroísmo fulgente crisol; Nuestras lanzas defienden su brillo, Nadie insulte la imagen del Sol! De los fueros civiles el goce Sostengamos; y el código fiel Veneremos inmune y glorioso Como el arca sagrada Israel. Porque fuese más alta tu gloria, Y brillacen tu precio y poder, Tres diademas, oh Patria, se vieron Tu dominio gozar, y perder. Libertad, libertad adorada, Mucho cuestas tesoro sin par! Pero valen tus goces divinos Esa sangre que riega tu altar Si a los pueblos un bárbaro agita, Removiendo su extinto furor, Fratricida discordia evitemos, Diez mil tumbas recuerdan su horror! Tempestades el Cielo fulmina, maldiciones desciendan sobre él, Y los libres adoren triunfante de las leyes el rico joyel. De laureles ornada brillando La Amazona soberbia del Sud, En su escudo de bronce reflejan Fortaleza, justicia y virtud. Ni enemigos le humillan la frente, Ni opresores le imponen el pie: Que en angustias selló su constancia Y en bautismo de sangre su fé. Festejando la gloria, y el día De la nueva República el Sol, Con vislumbres de púrpura y oro, Engalana su hermoso arrebol. Del Olimpo la bóveda augusta Resplandece, y un ser divinal Con estrellas escribe en los cielos, Dulce Patria, tu nombre inmortal. De las leyes el Numen juremos Igualdad, patriotismo y unión, Inmolando en sus aras divinas Ciegos odios, y negra ambición. Y hallarán los que fieros insulten La grandeza del Pueblo Oriental, Si enemigos, la lanza de Marte Si tiranos, de Bruto el puñal! Orientales, la Patria o la Tumba, Libertad o con gloria morir! Es el voto que el alma pronuncia, Y que heroicos sabremos cumplir! | Orientales la Patria o la Tumba! Libertad o con gloria morir! Orientales la Patria o la Tumba! Libertad o con gloria morir! Es el voto que el alma pronuncia, Y que heroicos sabremos cumplir! Es el voto que el alma pronuncia, Y que heroicos sabremos cumplir! Que sabremos cumplir! Es el voto que el alma pronuncia, Y que heroicos sabremos cumplir! Que sabremos cumplir! Sabremos cumplir! Libertad, libertad Orientales! Este grito à la Patria salvó. Que a sus bravos en fieras batallas De entusiasmo sublime inflamó. Libertad, libertad Orientales! Este grito à la Patria salvó. Que a sus bravos en fieras batallas De entusiasmo sublime inflamó. De este don sacrosanto la gloria Merecimos: tiranos temblad! Tiranos temblad! Libertad en la lid clamaremos, Y muriendo, también libertad! Libertad en la lid clamaremos, Y muriendo, también libertad! También libertad! Orientales la Patria o la Tumba! Libertad o con gloria morir! Orientales la Patria o la Tumba! Libertad o con gloria morir! Es el voto que el alma pronuncia, Y que heroicos sabremos cumplir! Es el voto que el alma pronuncia, Y que heroicos sabremos cumplir! Que sabremos cumplir! Es el voto que el alma pronuncia, Y que heroicos sabremos cumplir! Que sabremos cumplir! Sabremos cumplir! |